# Ľubomír Guldan
Ľubomír Guldan (* 30. Januar 1983 in Banská Bystrica, Tschechoslowakei) ist ein ehemaliger slowakischer Fußballspieler und heutiger Sportdirektor. Der Abwehrspieler stand seit Sommer 2013 bis Januar 2021 bei Zagłębie Lubin unter Vertrag.

## Jugend
Guldan spielte in seiner Jugend für FK VTJ Koba Senec.

## Karriere
Den ersten Profivertrag bekam im Jahr 2001 Guldan beim FK VTJ Koba Senec. Eine Spielzeit spielte er im Schweizer FC Thun. Guldan war im Herbst 2008 ohne Verein. Im Januar 2009 erhielt er beim MŠK Žilina einen Vertrag für zweieinhalb Jahre. Guldan spielte bei fünf Spielen seines Vereins in der Gruppenphase der UEFA Champions League 2010/11, zusammen mit der Qualifikation spielte er zehnmal.
Im Sommer 2011 wechselte Guldan für eine unbekannte Ablösesumme nach Bulgarien zum Zweitligisten Ludogorez Rasgrad, mit dem er am Saisonende in die höchste bulgarische Spielklasse aufstieg.
2013 wechselte Guldan ablösefrei zum polnischen Erstligisten Zagłębie Lubin. Guldan war seit 2016 bis zu seinem Karriereende auch Kapitän der „Miedziowi“.
Im Januar 2021 beschloss Guldan aufgrund zunehmender physischen Probleme sein Karriereende und wechselte in den Bereich des Sportmanagements und ist seitdem Sportdirektor bei Zagłębie.

## Nationalmannschaft
Guldan spielte in der slowakischen U-19-Nationalmannschaft bei der U-19-Fußball-Europameisterschaft 2002 in Norwegen, wo die Slowakei dritte wurde, er spielte auch in der slowakischen U-20 Nationalmannschaft bei der Junioren-Fußballweltmeisterschaft 2003 in den Vereinigten Arabischen Emiraten und spielte auch in der slowakischen U-21 Nationalmannschaft. Im Mai 2012 debütierte er in einem Freundschaftsspiel gegen die Niederlande in der slowakischen A-Nationalmannschaft. Sein erstes Länderspieltor folgte bei seinem zweiten Einsatz, einem 3:1-Erfolg gegen Dänemark.

## Erfolge
- 3. Platz U-19-Fußball-Europameisterschaft 2002 in Norwegen
- Teilnahme bei der Junioren-Fußballweltmeisterschaft 2003 in den Vereinigten Arabischen Emiraten
- Meister der Slowakei: 2009/10
- Gruppenphase der UEFA Champions League 2010/11